# Vida sencilla

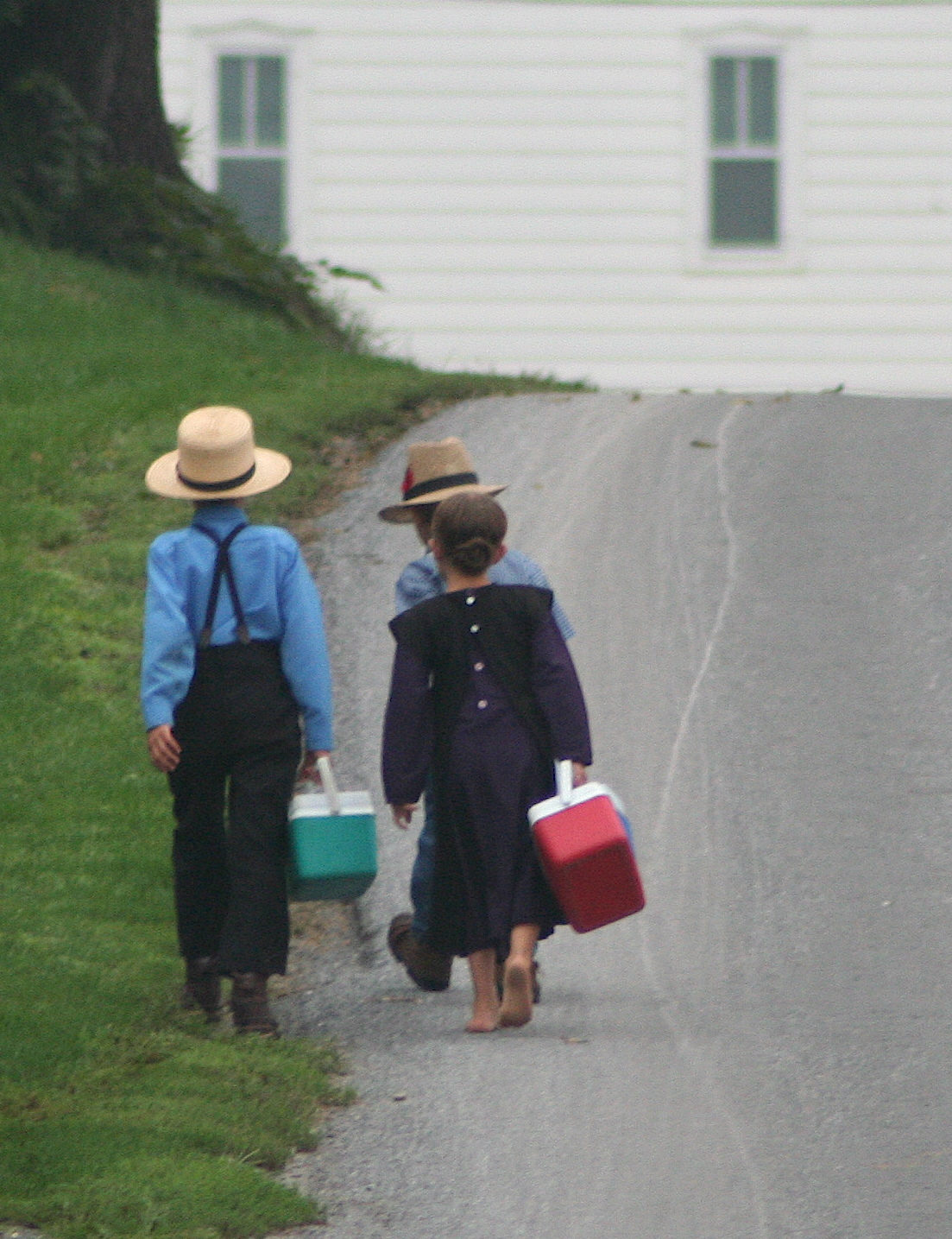
Los amish son conocidos por su vida sencilla.

Vida sencilla o Modo de vida sencillo, Vida modesta o Minimalismo[cita requerida] (del inglés: simple living) hace referencia a una forma de vida no agresiva en su más amplio sentido. 
La simplicidad voluntaria o vida simple es un estilo de vida que las personas pueden seguir por varias razones como la espiritualidad, la salud o el ecologismo. Otros pueden seguir la simplicidad voluntaria por razones de justicia social, rechazo al consumismo o simplemente porque es la forma de vida que más felicidad les aporta. 
El estilo de vida minimalista se plantea en muchas ocasiones como la revalorización de las prioridades para eliminar el exceso de cosas, pueden ser pertenencias, actividades y hasta relaciones. Es una forma de vida con las cosas que las personas realmente necesitan. 
Algunos pueden enfatizar un explícito rechazo a los «valores occidentales», mientras otros escogen vivir de forma más sencilla por razones de gusto individual, de un sentido de justicia social o de economía personal dentro de un estilo de vida enmarcada en el anticonsumismo.
La simplicidad voluntaria, como concepto, se distingue de los estilos de vida de aquellos que viven en condiciones de pobreza en que sus practicantes escogen de forma consciente no centrarse en la obtención de riqueza asociada directamente con el dinero, o en lo que se denomina economía basada en el dinero, como por ejemplo, la orden franciscana al interior de la Iglesia católica, que mediante votos de pobreza renuncian a sus posesiones materiales. Aunque el ascetismo puede parecerse a la simplicidad voluntaria, no todos los practicantes de la simplicidad voluntaria son ascéticos. 
Es típico el paso hacia la simplicidad voluntaria, desde estilos de vida propios a la sociedad del capitalismo consumista actual; algunos pueden ser incluso hedonistas, pero valoran más el contacto con otras personas y el tener tiempo libre que el consumo o la riqueza. 
Algunas personas que practican la simplicidad voluntaria actúan conscientemente para reducir sus deseos de comprar servicios o cosas y, de esta manera, su deseo de vender su tiempo por dinero. Unos emplearán el tiempo libre extra que esto genera ayudando a su familia o a otros de una forma voluntaria. Otros pueden emplear el tiempo libre para mejorar su propia vida, por ejemplo realizando actividades creativas como: arte, artesanías, u otra actividad, o simplemente dedicándose a pasar el tiempo con amigos o solos en actividades de ocio. Así, en algunos casos puede ser una opción motivada por el rechazo del trabajo convencional de la sociedad contemporánea.

## Historia
Desde el segundo milenio antes de nuestra era, grupos hindúes en Oriente establecieron voluntariamente un modo de vida espiritual simplificado. Esta práctica continuó con movimientos abrahámicos y budistas en Medio Oriente, Europa y Asia.
Noé, Abraham, Moisés, Gautama Buda, Juan Bautista, Jesús y Mahoma practicaron modos de vida simples y muchas de sus enseñanzas recomiendan a sus seguidores seguir estas prácticas. Muchas personas conocidas, como Rabindranath Tagore, Mahatma Gandhi o Francisco de Asís, encontraron su inspiración espiritual llevada por un modo de vida sencillo.
El epicureísmo y el estoicismo son otras de las antiguas teorías filosóficas a favor de este modo de vida. Epicuro concluía que la obtención de la felicidad y el bienestar corporal debía hacerse al más mínimo coste de recursos, mientras que todo aquello que pudiera considerarse superfluo debía moderarse o evitarse completamente. La escuela cínica de Antístenes sostenía que la civilización y su forma de vida era un mal y la felicidad venía dada siguiendo una vida simple y acorde con la naturaleza.
En el siglo XX destacan los pensadores Iván Illich y Jacques Ellul, así como el filósofo Pierre Rabhi, considerado uno de los fundadores de la agroecología.
- Varios grupos religiosos —como los amish, cuáqueros, menonitas, la Sociedad Unida de Creyentes en la Segunda Aparición de Cristo, conocidos como Shakers o Shaking Quakers, huteritas y Iglesia de los hermanos— llevan siglos practicando estilos de vida donde la riqueza y la tecnología están excluidas. La mayoría de estos grupos religiosos son conocidos por hablar deitsch, un dialecto del alemán, como idioma principal, sobre todo los amish y los menonitas. 
  - Antigua orden. Su idioma principal es el deitsch. Conservan tradiciones centenarias. Llevan estilo de vida sencilla, gente llana y indumentaria llana. La historia de este grupo de anabaptistas se caracteriza por sus reiteradas migraciones, en busca de lugares donde establecerse y donde sus prácticas se acepten sin interferencia del estado o la sociedad (a más de 50 kilómetros de la civilización moderna). Rechazan las nuevas tecnologías, la electricidad, internet, teléfono móvil... Son, según la comunidad y variedad de grupo religioso, más o menos radicales. Además rechazan el servicio militar, ser militares, ser de fuerza de seguridad y tomar partido en cualquier clase de guerra.
  - Nueva orden. Actúan como una iglesia protestante tradicional. Algunas comunidades usan el deitsch exclusivamente para sus servicios religiosos, otras ni siquiera para eso. Aceptan la vida moderna, aunque con limitaciones. Según la comunidad, pueden rechazar la radio, la TV, internet,  la informática, los ordenadores, tener coche propio, telefonía móvil... O no rechazar nada de nada.

## Política
Aunque algunos movimientos religiosos y políticos promueven este tipo de práctica como apolíticas, no existe ningún conflicto de esta filosofía con diversas teorías políticas. Por ejemplo, una persona podría practicar un capitalismo intenso y a la vez vivir de modo sencillo, ya que el capital que se genera por rentas (propiedades, acciones, etc.) no implican una forma de consumismo en sentido estricto, sino más bien capitalismo y estoicismo. De todas formas, las perspectivas ecologistas, libertarias y anticapitalistas de simplicidad voluntaria suelen desear una autodeterminación local, lo cual se puede ver amenazado por el capitalismo financiero y las inversiones extranjeras, y, por lo tanto, podrían considerar inaceptables este tipo de actividades. 
Por otro lado, una persona podría quizá pertenecer a un Estado totalitario que fomente una vida sencilla para sus súbditos mediante la aplicación de leyes anticonsumistas.
Muchos partidos verdes o ecologistas llaman a la vida sencilla como consecuencia del triángulo ecología, anticonsumismo o frugalidad, y salud, el cual promueve un desarrollo sostenible para la humanidad en su conjunto. En muchos casos, estos modelos se pueden aplicar de una forma más sencilla a escala municipal. Como ejemplo están las ecoaldeas, donde se realiza una crítica a la globalización como capitalismo industrial sin fronteras, el colonialismo neoliberal, etc., mediante la reducción drástica del consumo de bienes y servicios superfluos.

## Literatura
Se suele considerar al naturista y escritor Henry David Thoreau como el fundador del movimiento en un contexto no religioso, como puede verse en su libro Walden, publicado en 1854. En un párrafo de esta obra, Thoreau se expresa de esta forma al ver a una familia pobre de inmigrantes irlandeses que vivían cerca de él:

Intenté ayudarle con mi experiencia, [...] que yo no tomaba té, ni café, ni mantequilla, ni leche, ni carne fresca, de modo que no tenía que trabajar para conseguir todo eso y que, como no tenía que trabajar mucho, tampoco tenía que comer mucho, y que mi comida apenas me costaba nada; pero como él empezaba con té, café, mantequilla, leche y carne de vaca, tenía que trabajar duro para pagarlo y que, como había trabajado mucho, tenía que comer mucho para reparar el gasto de energía, de modo que daba lo mismo, o no lo daba, pues estaba descontento y había malgastado su vida con el trato, aunque había creído que salía ganando al venir a América y poder conseguir aquí té, café y comida todos los días. Pero la única América verdadera es aquel país donde somos libres para seguir un modo de vida que nos capacite para pasarnos sin esas cosas y donde el Estado no intente obligarte a mantener la esclavitud y la guerra y otros gastos superfluos que directa o indirectamente resultan del consumo de todo esto.